# Axelle Dauwens
Axelle Dauwens (* 1. Dezember 1990 in Knokke-Heist) ist eine ehemalige belgische Sprinterin und Hürdenläuferin, die sich auf die 400-Meter-Distanz spezialisiert hat.

## Sportliche Laufbahn
Erste internationale Erfahrungen sammelte Axelle Dauwens im Jahr 2010, als sie bei den Europameisterschaften in Barcelona mit 3:37,56 min in der Vorrunde in der 4-mal-400-Meter-Staffel ausschied. Im Jahr darauf schied sie bei den U23-Europameisterschaften in Ostrava mit 54,01 s in der ersten Runde im 400-Meter-Lauf aus und anschließend kam sie bei der Sommer-Universiade in Shenzhen mit 59,61 s im Vorlauf über 400 m Hürden aus. 2012 schied sie bei den Europameisterschaften in Helsinki mit 57,19 s in der Vorrunde im Hürdenlauf aus und auch bei den Studentenweltspielen 2013 in Kasan schied sie mit 57,53 s im Vorlauf aus, ehe sie bei den Weltmeisterschaften in Moskau mit 56,85 s in der ersten Runde ausschied. Im Jahr darauf belegte sie bei den Europameisterschaften in Zürich in 56,29 s den sechsten Platz und 2015 schied er bei den Weltmeisterschaften in Peking mit 55,82 s im Halbfinale aus. Im Jahr darauf schied sie bei den Europameisterschaften in Amsterdam mit 56,62 s ebenfalls im Semifinale über 400 m Hürden aus und nahm anschließend an den Olympischen Sommerspielen in Rio de Janeiro teil und schied dort mit 57,68 s in der ersten Runde aus. 2019 bestritt sie ihre letzten offiziellen Wettkämpfe und beendete daraufhin ihre aktive sportliche Karriere im Alter von 28 Jahren.
In den Jahren von 2012 bis 2017 wurde Dauwens belgische Meisterin im 400-Meter-Hürdenlauf.

## Persönliche Bestzeiten
- 400 Meter: 53,17 s, 4. Juni 2011 in Oordegem
- 400 m Hürden: 55,56 s, 5. September 2014 in Brüssel